# Gianni Bruno
Gianni Bruno (Rocourt, Lieja, 19 de agosto de 1991) es un futbolista belga que juega como delantero y su equipo es el Iğdır F. K. de la TFF Primera División.

## Trayectoria

### Inicios
Bruno nació en Rocourt, una ciudad local en Lieja, de padres italianos. Como resultado, posee doble nacionalidad. Comenzó su carrera jugando para el club local FC Lieja, donde su padre era entrenador. Después de siete años en el club, después de que Liège sufriera dificultades financieras, Bruno se mudó a uno de los clubes más grandes del país, el Standard Lieja. Pasó siete años en Standard y fue dos veces campeón nacional en las categorías sub-12 y sub-17 en el club. Hacia el final de su mandato en Standard, Bruno participó con el equipo de reserva del club en un partido contra Anderlecht. A pesar de recibir una oferta de contrato de Standard, Bruno se fue del club para unirse a Lille en Francia. Justificó la partida del club citando los mejores métodos de entrenamiento de Francia y la proximidad de Lille a su casa en Bélgica.

### Lille
Bruno comenzó su carrera en Lille en la academia juvenil del club en Luchin. Después de dos años en la academia del club, durante la temporada 2008-09, comenzó a jugar en el equipo de reserva del club en el Championnat de France, el cuarto nivel del fútbol francés. Bruno fue ascendido al equipo de reserva a tiempo completo en la siguiente temporada. Apareció en 27 partidos anotando un total de 11 goles en el equipo. Después de jugar la temporada 2010-11 con el equipo de reserva, el 8 de junio de 2011, Bruno firmó su primer contrato acordando por un año con Lille. Posteriormente, fue promovido al equipo profesional por el gerente Rudi García y se le asignó la camisa número 19.
Bruno hizo su debut profesional el 11 de enero de 2012 apareciendo como sustituto en la derrota por 2-1 ante el Lyon en la Copa de la Liga. Cuatro días después, hizo su debut en la liga apareciendo como sustituto en otra derrota, esta vez ante el Marsella.
Bruno fue en condición de préstamo al Bastia para la temporada 2013-14.

### Evian
Al comienzo de la temporada 2014-15, Bruno se unió al Évian por un contrato de cinco años. Unos meses más tarde, fue cedido al Lorient, equipo de la Ligue 1.

### Círculo de Brujas
El 3 de julio de 2017, Círculo de Brujas anunció la transferencia de Gianni a la organización. Él firmó un contrato por una temporada.

## Selección nacional

### Categorías inferiores
Bruno ha sido internacional juvenil y ha jugado en todos los niveles para los que ha sido elegible. En total con los equipos internacionales juveniles de Bélgica, ha logrado 59 partidos como máximo y anotado 33 goles.

## Clubes
| Club                             | País    | Año       |
| -------------------------------- | ------- | --------- |
| Lille O. S. C.                   | Francia | 2011-2014 |
| S. C. Bastia (cedido)            | Francia | 2013-2014 |
| Évian T. G.                      | Francia | 2014-2017 |
| F. C. Lorient (cedido)           | Francia | 2015      |
| P. F. C. Krylia Sovetov (cedido) | Rusia   | 2016-2017 |
| Círculo de Brujas                | Bélgica | 2017-2019 |
| SV Zulte Waregem                 | Bélgica | 2019-2021 |
| K. A. A. Gante                   | Bélgica | 2021-2023 |
| Sint-Truidense (cedido)          | Bélgica | 2022-2023 |
| Eyüpspor                         | Turquía | 2023-2025 |
| Iğdır F. K.                      | Turquía | 2025-     |

## Palmarés

### Títulos nacionales
| Título          | Club           | País    | Año  |
| --------------- | -------------- | ------- | ---- |
| Copa de Bélgica | K. A. A. Gante | Bélgica | 2022 |